# Amiga Fast File System
Fast File System är en anpassning av OFS (Amiga Old File System) för hårddiskar. FFS har varit standardfilsystemet i AmigaOS sedan version 1.3 och har genom åren fått ett flertal uppgraderingar.